# Francesc Escudé i Ferrero
Francesc Escudé i Ferrero va ser un Síndic General d'Andorra que va exercir el govern d'aquest país entre el 31 de desembre del 1966 i el 31 de desembre del 1972. Succeí en el càrrec a Julià Reig i Ribó el qual, després del mandat d'Escudé va tornar a ser Síndic General. Durant el seu mandat entrà en vigor el sistema de seguretat social andorrana (CASS) i es va invitar al país al copríncep Charles De Gaulle. També va donar la nacionalitat andorrana als fills de mare andorrana i als descendents de segona generació.